# 崎戸丸
崎戸丸（さきとまる）は、日本郵船の建造、運用したS型貨物船の1隻。のちに日本陸軍に徴用され、輸送船として使われた。

## 船歴

### 日本郵船時代
S型貨物船の一隻として1938年4月に起工、同年10月の進水、命名を経て翌年1月20日に竣工した。
1939年から1941年にかけて東回り世界一周航路を経験。その最中1940年4月1日の朝、ロサンゼルス港にて漁船「オリンピックII」と衝突事故を起こし「オリンピックII」は沈没、7または8人が死亡した。
また1941年とその翌年には座礁した日本の有馬丸をペルーから横浜へ曳航している。

### 第二次世界大戦
開戦直前の1941年12月3日、日本陸軍に徴用され、開戦当日の1941年12月8日にはシンゴラ上陸作戦に参加している。1942年10月12日ラバウル出撃。第一次ガダルカナル島向け強行輸送に参加。以来ガダルカナル島への輸送作戦に従事。1943年3月23日には「崎戸丸」を含む6隻の高速輸送船団がタサファロング泊地にて揚陸作戦を実施するも、敵機の空襲で「笹子丸」、「吾妻山丸」、「九州丸」を喪失して船団は北方に退避した。
第21船団ロ加入をうけ幌筵島を出撃、アッツ島に向かうも、1943年3月27日アッツ島沖海戦により輸送作戦は中止された。
同年10月13日、1943年10月30日、上海航路貨客船「上海丸」（東亜海運、5,259トン）と衝突事故を起こし、「上海丸」は沈没した。

### 最後
2月26日、宇品を出港し「崎戸丸」はテニアン島に向かった。2月29日、潜水艦ロックが南西諸島付近を航行中に日本の重要船団を発見した。この船団は、釜山からグアムへ第29師団（高品彪中将）の陸軍兵士を輸送する『松輸送』船団の内の一つであり、「安芸丸」（日本郵船、11,409トン）、「東山丸」（大阪商船、8,666トン）および「崎戸丸」の3隻の優秀貨客船を前身とする陸軍輸送船が中心となり、朝霜 、岸波、沖波の3隻の駆逐艦で構成されていた。ロックは夜間の2時49分頃に浮上して船団に接近したが、この時ロックの右斜め前方約6キロの地点にいた朝霜に察知され、ロックは照準することなく後部発射管から魚雷4本を放射状に発射した。その後ロックは朝霜の右舷側に移り、朝霜のサーチライトと12.7センチ砲の発射炎によって照らされながら潜航した。しかし、潜航しかけた時に砲弾が潜望鏡支柱に命中し、潜望鏡が昼間用・夜間用の両方とも破損した。またレーダーマストに浸水するなど大小さまざまな被害を受けていた。この後、4時間に及ぶ爆雷攻撃をしのいだロックは夜になって浮上し、船団発見の旨を報告した。この報告を受信して船団を攻撃したのが潜水艦トラウトであった。ロックが損傷してから半日後の夕方17時53分、トラウトは北緯22度40分 東経131度50分の地点で輸送船3隻に向けて魚雷を3本発射。朝霜がこれに気付いたものの、2本が崎戸丸に命中した。左舷機械室中央部に被雷したという。その後19時頃に総員退船が出たのち、翌日未明3時ごろから4時ごろにかけ爆発を起こし沈んでいった。乗船部隊2,358名、船砲隊65名、船員52名が戦死し、装備のほとんどが失われたとされている。なお、「トラウト」も護衛の駆逐艦朝霜の攻撃で沈没した。